# Noah Diliberto
Noah Diliberto, né le 8 septembre 2001 à Cambrai en France, est un footballeur français qui joue au poste de milieu de terrain aux Francs Borains.

## Biographie

### En club
Noah Diliberto est le fils de David Diliberto, ancien footballeur de Cambrai et passé par le centre de formation du Valenciennes FC. Suivant les traces de son père, Noah est formé à l'AC Cambrai puis rejoint le Pôle espoirs de Liévin avant de signer au VAFC.
Le 17 novembre 2019, Diliberto est appelé pour la première fois avec le groupe professionnel dans le cadre de la Coupe de France. Face à l'US Saint-Maximin, il fait ses débuts en entrant en jeu à la 60e minute en remplaçant Matteo Fedele. Cinq jours plus tard, il est titulaire lors de la 15e journée de Ligue 2 sur la pelouse d'Orléans. Il joue 86 minutes avant de céder sa place à Kévin Cabral. Après ces bonnes performances, il ne quittera plus l'équipe première.
Il inscrit son premier but avec VA le 14 février 2020 face au FC Sochaux-Montbéliard. Après ce but, il est titulaire à chaque match jusqu'au la fin de la saison écourtée à cause de la pandémie de Covid-19. Pour sa première saison professionnelle, il joue 17 matchs avec le maillot valenciennois. Il signe son premier contrat professionnel le 4 mars 2020.
L'année suivante, l'entraîneur Olivier Guégan fait de lui l'un des hommes de base de son 11. En octobre 2020, il est même élu joueur du mois par les supporters. Le 7 novembre, face au Toulouse FC, il délivre trois passes décisives dans le même match, toutes adressées à Joffrey Cuffaut permettant à son équipe de gagner 5-4.
Le 04 Octobre 2023, il rejoint la réserve du RC Lens.

### En sélection nationale
À la suite de ses bonnes prestations avec le VAFC, Diliberto est appelé avec les moins de 19 ans de l'équipe de France en janvier 2020 pour un stage à Clairefontaine puis avec les moins de 20 ans en août de la même année.

## Statistiques
| Saison                | Club                  | Championnat           | Championnat | Championnat | Coupe(s) nationale(s) | Coupe(s) nationale(s) | Total | Total |
| Saison                | Club                  | Division              | M.          | B.          | M.                    | B.                    | M.    | B.    |
| 2019-2020             | Valenciennes FC       | Ligue 2               | 14          | 1           | 3                     | 0                     | 17    | 1     |
| 2020-2021             | Valenciennes FC       | Ligue 2               | 34          | 0           | 3                     | 0                     | 37    | 0     |
| 2021-2022             | Valenciennes FC       | Ligue 2               | 16          | 0           | 3                     | 0                     | 19    | 0     |
| Total sur la carrière | Total sur la carrière | Total sur la carrière | 64          | 1           | 9                     | 0                     | 73    | 1     |